# Tomsk
Ne doit pas être confondu avec Omsk ou Oblast de Tomsk.

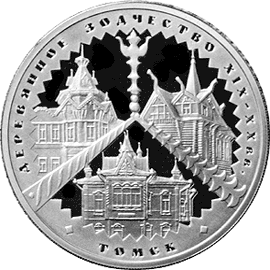
Trois roubles Tomsk en argent de 2004.

Tomsk (en russe : Томск, en altaï : Tom-Tura) est une ville de fédération de Russie, en Sibérie occidentale, et le centre administratif de l'oblast de Tomsk. Sa population s'élevait à 544 500 habitants en 2025. Son architecture lui vaut le surnom en russe d'« Athènes sibérienne ».

## Géographie
Tomsk est située sur la rive droite de la rivière Tom, à 2 880 km à l'est de Moscou, à 163 km au nord-ouest de Kemerovo, à 223 km au nord-est de Novossibirsk et quelques kilomètres au sud de Seversk.

### Climat
Le climat de Tomsk est continental. En hiver, les températures minimales peuvent descendre en dessous de −40 °C, voire −50 °C. L'été (période durant laquelle la température journalière est > +15 °C) ne dure que trois mois. La neige recouvre le sol en moyenne 180 jours par an de la fin octobre à début avril. La hauteur de neige est en moyenne de 57 cm à la fin de l'hiver mais peut atteindre 125 cm.
- Température record la plus froide : −55,0 °C (janvier 1931)
- Température record la plus chaude : 35,1 °C (juillet 1975)
- Nombre moyen de jours avec de la neige dans l'année : 132
- Nombre moyen de jours de pluie dans l'année : 98
- Nombre moyen de jours avec de l'orage dans l'année : 24
- Nombre moyen de jours avec du blizzard dans l'année : 26

| Mois                                        | jan.     | fév.       | mars       | avril      | mai        | juin      | jui.      | août      | sep.      | oct.       | nov.       | déc.     | année     |
| ------------------------------------------- | -------- | ---------- | ---------- | ---------- | ---------- | --------- | --------- | --------- | --------- | ---------- | ---------- | -------- | --------- |
| Température minimale moyenne (°C)           | −21,2    | −18,4      | −11,2      | −2,2       | 4,9        | 11,2      | 13,8      | 11,3      | 5,2       | −1,1       | −11,3      | −18,5    | −3,1      |
| Température moyenne (°C)                    | −17,5    | −14,2      | −6,3       | 2,6        | 10,4       | 16,5      | 18,8      | 15,9      | 9,2       | 2          | −8,2       | −14,9    | 1,2       |
| Température maximale moyenne (°C)           | −13,4    | −9         | −0,4       | 8,7        | 17,5       | 23        | 25        | 21,9      | 14,7      | 6,3        | −4,8       | −11,1    | 6,5       |
| Record de froid (°C) date du record         | −55 1931 | −51,3 1951 | −42,4 1892 | −31,1 1964 | −17,5 1898 | −3,5 1961 | 1,5 1945  | −1,6 1902 | −8,1 1955 | −29,1 1940 | −48,3 1952 | −50 1938 | −55 1931  |
| Record de chaleur (°C) date du record       | 3,7 1948 | 7,5 2016   | 17,7 2009  | 30,1 2020  | 34,4 2004  | 34,7 1931 | 35,6 2014 | 33,8 1998 | 31,7 2010 | 25,1 1928  | 11,6 2006  | 6,5 1975 | 35,6 2014 |
| Ensoleillement (h)                          | 57       | 104        | 169        | 224        | 258        | 314       | 316       | 253       | 171       | 86         | 51         | 41       | 2 044     |
| Précipitations (mm)                         | 36       | 26         | 29         | 35         | 50         | 60        | 72        | 68        | 52        | 53         | 55         | 51       | 587       |
| dont neige (cm)                             | 58       | 68         | 70         | 30         | 0          | 0         | 0         | 0         | 0         | 2          | 15         | 41       | 284       |
| Record de pluie en 24 h (mm) date du record | 19 1912  | 14 1917    | 22 1912    | 40 1995    | 49 1915    | 76 1893   | 75 1891   | 81 1994   | 38 1991   | 28 1896    | 38 1894    | 22 1921  | 81 1994   |
| Nombre de jours avec précipitations         | 0,3      | 0,3        | 2          | 12         | 16         | 17        | 17        | 17        | 19        | 15         | 5          | 1        | 122       |
| Humidité relative (%)                       | 81       | 78         | 72         | 65         | 61         | 70        | 76        | 79        | 79        | 80         | 83         | 82       | 76        |
| Nombre de jours avec neige                  | 23       | 21         | 17         | 13         | 4          | 0,3       | 0         | 0         | 2         | 14         | 22         | 26       | 142       |
| Nombre de jours d'orage                     | 0        | 0          | 0,03       | 0,1        | 3          | 6         | 9         | 5         | 1         | 0,1        | 0,03       | 0,1      | 24        |
| Nombre de jours avec brouillard             | 0,3      | 0,1        | 0,2        | 1          | 1          | 1         | 3         | 4         | 3         | 2          | 1          | 1        | 18        |

| Diagramme climatique                                  |           |             |           |           |          |          |            |           |           |             |              |
| J                                                     | F         | M           | A         | M         | J        | J        | A          | S         | O         | N           | D            |
| −13,4−21,236                                          | −9−18,426 | −0,4−11,229 | 8,7−2,235 | 17,54,950 | 2311,260 | 2513,872 | 21,911,368 | 14,75,252 | 6,3−1,153 | −4,8−11,355 | −11,1−18,551 |
| Moyennes : • Temp. maxi et mini °C • Précipitation mm |           |             |           |           |          |          |            |           |           |             |              |

## Urbanisme

### Voies de communication et transports
Tomsk est reliée au chemin de fer Transsibérien par une voie secondaire à partir de la gare de Taïga (79 km de Tomsk). Quant à la desserte routière, la ville forme le terminus de la bretelle nord de la route fédérale M53 reliant Novossibirsk à Irkoutsk.

### Espaces verts
- Jardin botanique de Sibérie fondé en 1885

## Histoire
Aux XIVe et XVe siècles, la Sibérie était peuplée de différentes tribus. Sur ce territoire vivaient les Selcoups, les Kets, les Tatars. Ces peuples étaient souvent attaqués par des tribus nomades. En 1603, le prince Toïan s'est alors adressé au tsar pour solliciter son aide.
Le tsar Boris Godounov ordonna la construction d'une forteresse pour protéger la colonie russe contre les attaques des nomades. En 1604, une colline située sur la rive droite du Tom, à l'embouchure de l'Ouchaïka, fut choisie pour implanter la forteresse. Sa construction s'acheva le 27 septembre 1604. Cette date est depuis lors considérée comme celle de la fondation de la ville qui se bâtit autour de l'actuelle place Lénine.
Tomsk fut d'abord peuplée par les militaires. Vers la fin du XVIIe siècle, Tomsk cessa de jouer un rôle stratégique et militaire.
Au XVIIe siècle, la grande route de Sibérie, reliant la Chine à Moscou, qui passait par Tomsk, a contribué au développement commercial de la ville. Elle devient au XIXe siècle la capitale du gouvernement de Tomsk.

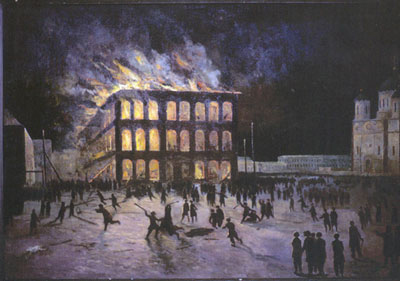
Pogrom des Cent-Noirs de 1905 à Tomsk.

La ville abrite aujourd'hui un site de traitement du combustible nucléaire usé et de stockage de déchets radioactifs qui relève de la firme Tenex.

## Politique et administration
À partir de la fondation en 1604, Tomsk est dirigée par un gouverneur nommé par le Tsar puis par l'Empereur de Russie (à partir de 1721) et ce jusqu'en 1785, quand Catherine II institue la « Charte des droits et avantages pour les villes de l'Empire russe ». Dès lors, c'est un maire, élu pour quatre ans renouvelable, qui dirige la ville, élu par la population. Le maire de Tomsk est généralement à partir de ce moment un marchand ou un industriel à la fois riche et influent.
Le 19 décembre 1917 (calendrier grégorien), le pouvoir soviétique est installé à Tomsk. C'est alors que les institutions sont dissoutes, dont la douma municipale et le rôle de maire. À la place de la douma, c'est un comité exécutif qui est mis en place avec un président du comité exécutif de la ville de Tomsk à sa tête. Ce régime de gouvernance n'est interrompu qu'en 1918 avec la Révolte de la Légion tchécoslovaque qui prend la ville du 31 mai 1918 au 25 décembre 1919, quand l'Armée rouge reconquiert la ville, et installe provisoirement (dès le 16 décembre même si elle contrôle pas la ville) un Comité révolutionnaire militaire de Tomsk avec un président à sa tête.
Après la dissolution de l'URSS, en décembre 1991, c'est un chef de l'administration de Tomsk qui est institué et qui est chargé de faire la transition entre les institutions communistes et les nouvelles institutions. Par décret de Boris Eltsine, c'est le PCEV qui prend ce nouveau rôle.
| Période           | Période           | Identité                        | Étiquette          | Qualité                                                             |
| ----------------- | ----------------- | ------------------------------- | ------------------ | ------------------------------------------------------------------- |
| 31 décembre 1991  | 1er décembre 1992 | Gontchar Vladimir Vassilievitch |                    | Démissionnaire, excédé des crises et des pressions qu'on lui exerce |
| 1er décembre 1992 | 15 janvier 1993   | Péliavine, Youri Alexandrovitch |                    | Par intérim                                                         |
| 15 janvier 1993   | 20 janvier 1994   | Guennady Viktorovitch Konovalov | PCUS jusqu'en 1991 | Dernier chef de la ville,                                           |

Konovalov est celui qui va transitionner son poste, appelé maire dès le 20 janvier 1994, et avec les nouvelles lois en Russie, le maire est à Tomsk élu par la population en deux tours (ou un si + de 50 % des inscrits), pour un mandat de cinq ans renouvelable. Depuis 1996, aucun maire n'a fini son mandat.
| Période          | Période          | Identité                         | Étiquette                      | Qualité |
| ---------------- | ---------------- | -------------------------------- | ------------------------------ | --- |
| 20 janvier 1994  | 8 juillet 1996   | Guennady Viktorovitch Konovalov  | PCUS jusqu'en 1991             | Premier maire de Tomsk depuis 1917 |
| 8 juillet 1996   | 11 décembre 2006 |                                  | Russie Unie (dès 2006)         | Chirurgien, Premier maire de Tomsk étant élu directement depuis 1917, démis de ses fonctions pour soupçons d'abus de pouvoir et de complicité d'extorsion |
| 11 décembre 2006 | 26 juin 2007     | Igor Nikolaïevitch Chatourny     | Russie unie                    | Maire par intérim |
| 27 juin 2007     | 22 juillet 2013  | Alexandre Sergueïevitch Makarov  | Russie unie                    | Ingénieur, Maire par intérim jusqu'en 2010, Démissionnaire                                                                                                |
| 23 juillet 2013  | 17 octobre 2013  | Evgueni Valerianovitch Parchouto | Indépendant                    | Maire par intérim |
| 17 octobre 2013  | 13 novembre 2020 | Ivan Grigorievitch Klein         | Russie unie (suspendu en 2020) | Suspendu pour suspicions d'abus de pouvoir |
| 13 novembre 2020 | En Cours         | Mikhaïl Arkadievitch Ratner      | Russe unie                     | Par intérim |

### Tendances politiques

Douma de Tomsk depuis 2020.

| Scrutin          | 1er tour | 1er tour | 1er tour | 1er tour | 1er tour | 1er tour | 1er tour | 1er tour | 1er tour | 1er tour | 1er tour | 1er tour | 2d tour     | 2d tour     | 2d tour     | 2d tour     | 2d tour     | 2d tour     | 2d tour     | 2d tour     | 2d tour     | 2d tour     |
| Scrutin          | 1er      | 1er      | %        | 2e       | 2e       | %        | 3e       | 3e       | %        | 4e       | 4e       | %        | 1er         | 1er         | %           | 2e          | 2e          | %           | 3e          | %           | 4e          | %           |
| ---------------- | -------- | -------- | -------- | -------- | -------- | -------- | -------- | -------- | -------- | -------- | -------- | -------- | ----------- | ----------- | ----------- | ----------- | ----------- | ----------- | ----------- | ----------- | ----------- | ----------- |
| Municipales 2020 |          | ER       | 24,46    |          | KPRF     | 17,54    |          | SRZP     | 11,19    |          | Iabloko  | 9,34     | Tour unique | Tour unique | Tour unique | Tour unique | Tour unique | Tour unique | Tour unique | Tour unique | Tour unique | Tour unique |

## Population et société

### Démographie
Recensements (*) ou estimations de la population
| 1646  | 1745  | 1801  | 1825   | 1866   | 1897*  | 1911    | 1926*  |
| ----- | ----- | ----- | ------ | ------ | ------ | ------- | ------ |
| 1 045 | 5 762 | 7 125 | 10 867 | 22 753 | 52 210 | 111 417 | 92 485 |

| 1939*   | 1959*   | 1970*   | 1979*   | 1989*   | 2002*   | 2006    | 2010*   |
| ------- | ------- | ------- | ------- | ------- | ------- | ------- | ------- |
| 145 060 | 248 823 | 338 389 | 420 730 | 501 963 | 487 838 | 489 879 | 524 669 |

| 2012    | 2013    | 2014    | 2015    | 2016    | 2017    | 2018    | 2019    |
| ------- | ------- | ------- | ------- | ------- | ------- | ------- | ------- |
| 539 205 | 547 989 | 557 179 | 564 910 | 569 296 | 572 740 | 574 002 | 575 352 |

### Enseignement

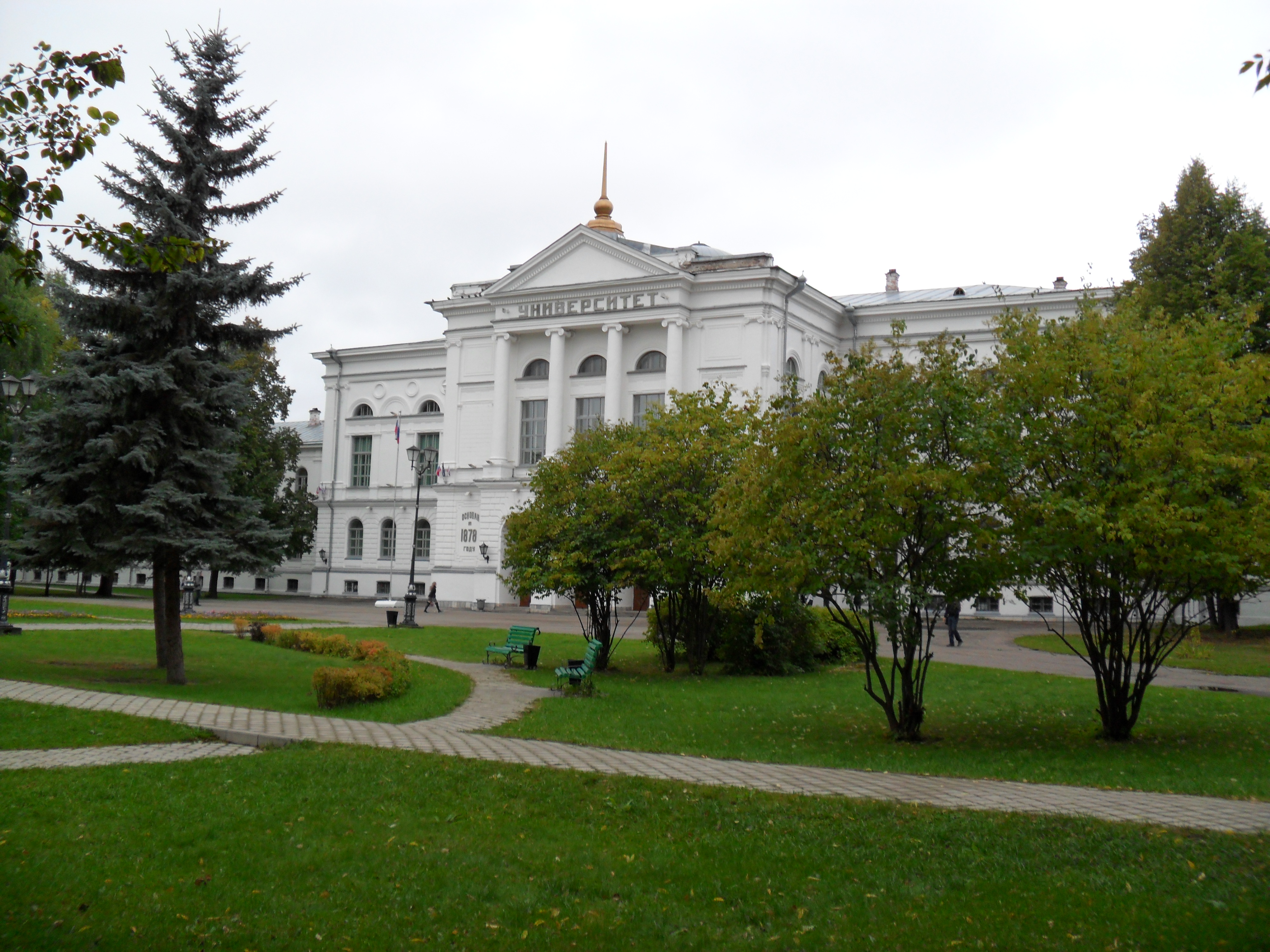
Façade du bâtiment principal de l'université d'État de Tomsk.

Tomsk est la première ville universitaire de Sibérie pour le nombre d'étudiants par rapport à la population (83 600 étudiants pour 500 000 habitants). En 1888, a été ouverte à Tomsk la première université russe à l'est de l'Oural. Aujourd'hui la ville compte sept universités :
- l'Université d'État de Tomsk, première université en Sibérie, fondée en 1888 ;
- l'Université polytechnique de Tomsk, ouverte en 1900 ;
- l'Université d'État de médecine de Tomsk, une des écoles de médecine les plus anciennes et les plus cotées de Russie ;
- l'Université d'État de pédagogie de Tomsk ;
- l'Université d'État d'architecture et de construction de Tomsk ;
- l'Université d'État des systèmes de commande et de radioélectronique ;
- l'Institut de droit et d'économie de Tomsk.

### Santé
Plusieurs cas de grippe aviaire à virus H5N1 hautement pathogène chez des oiseaux y ont été signalés, dont deux foyers en 2006, dont l'un chez des pigeons, selon l'OIE (rapport du 4 août 2006).

### Sports
Le Tom Tomsk est le club de football de la ville. Il joue en deuxième division russe.

## Culture locale et patrimoine

### Architecture

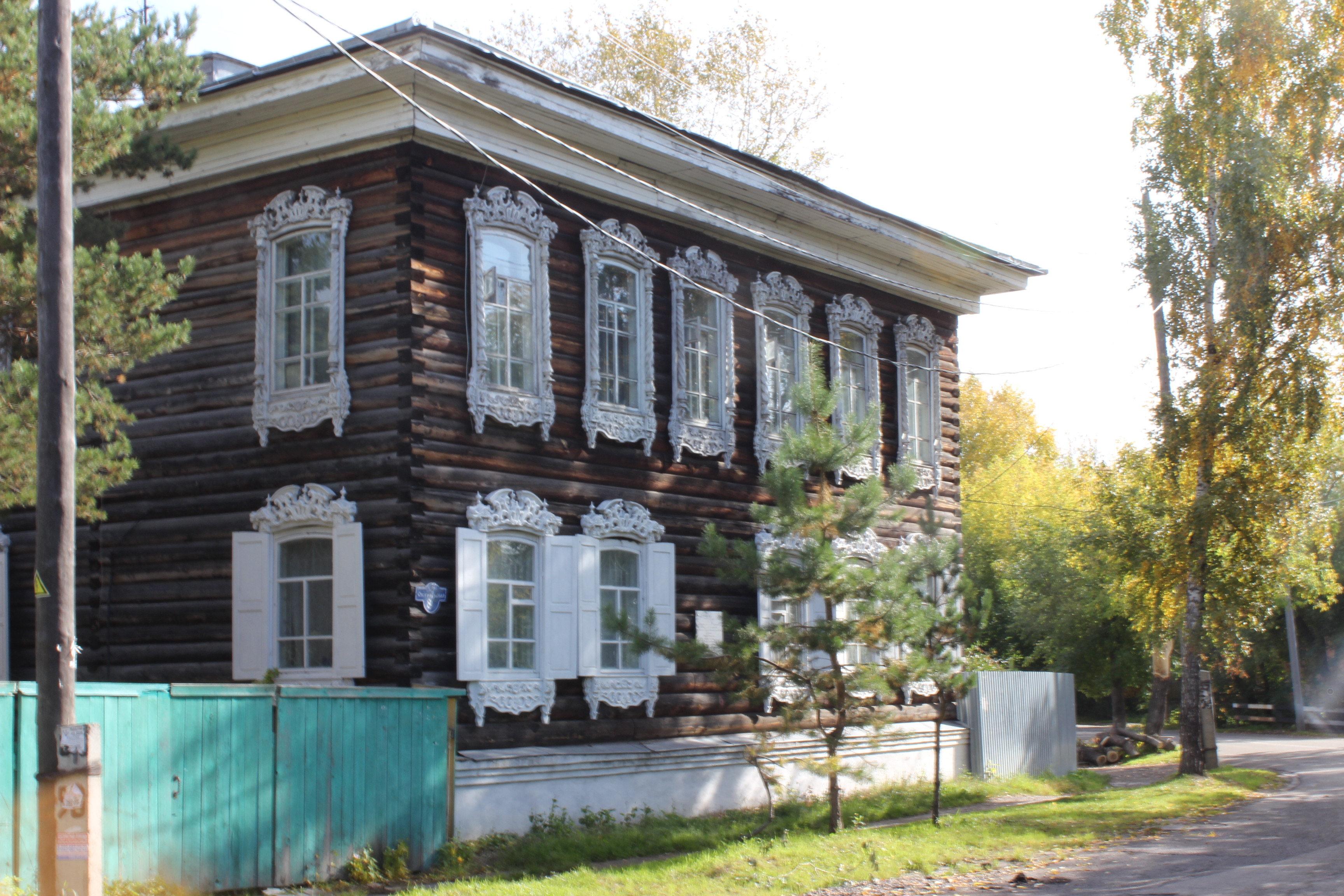
Une maison en bois rue d'Octobre.

La ville de Tomsk est réputée pour son architecture développée. Le développement urbain de la ville a été entraîné par le plan de V.I. Geste, approuvé en 1830. Parmi les princiaux styles de la ville se retrouvent les bâtiments d'architecture en bois, qui dès la première moitié du XIXe siècle ont commencé à êre construit dans un style classique. Principalement des bâtiments à un ou deux étages, ces maisons en bois classiques se distinguent par l'usage extansif de verandas, de balcons, par leur austérité, la symétrie de leur façade principale et le nombre impair de fenêtres.

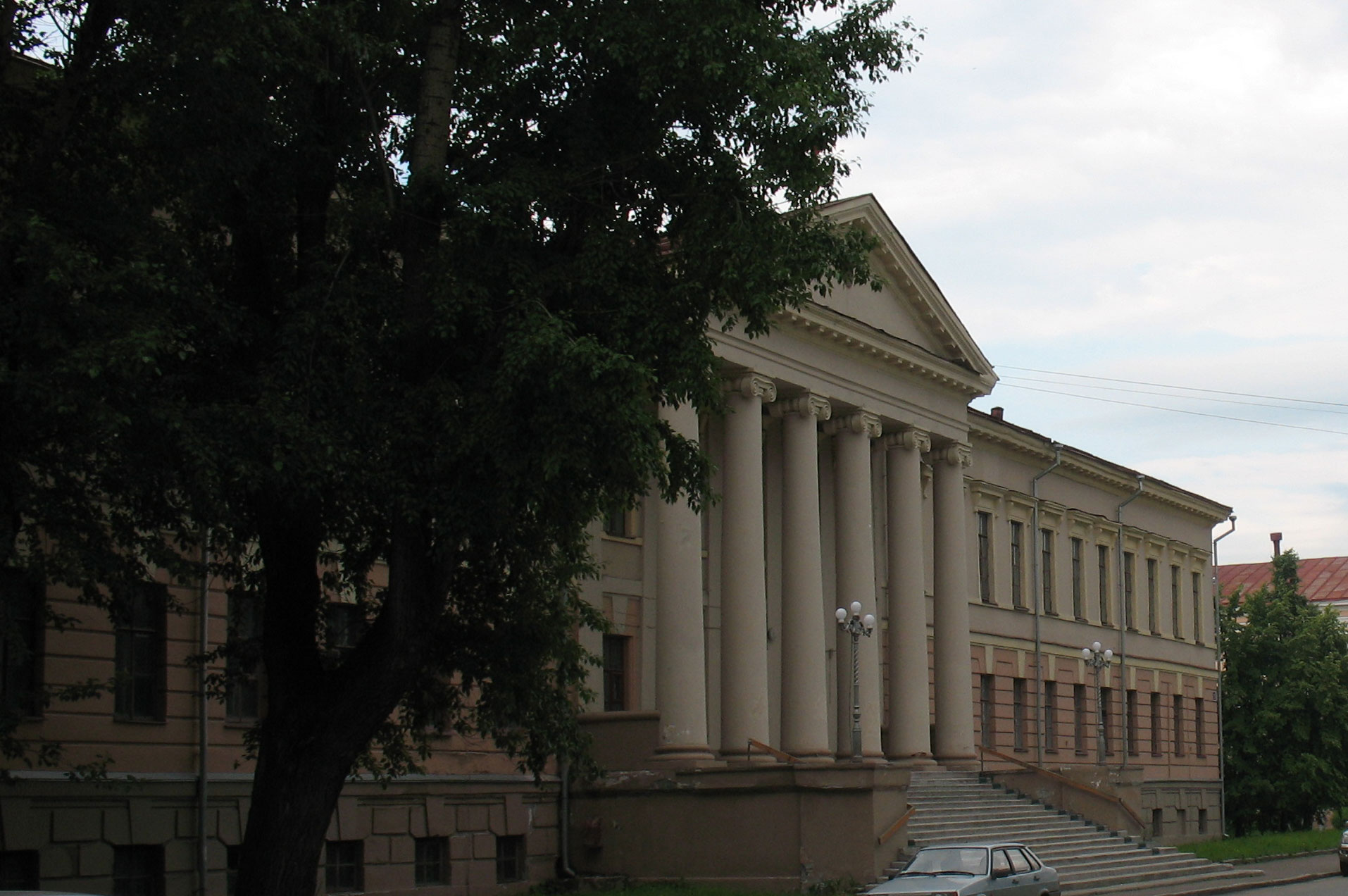
Ancien palais du gouverneur, aujourd'hui institut physico-technique de Sibérie

### Patrimoine civil
- Maison de l'architecte Khomitch
- Maison de l'architecte Kriatchkov

### Patrimoine religieux
- Cathédrale Saints-Pierre-et-Paul de Tomsk, début du XXe siècle
- Cathédrale de la Dormition de Tomsk, début du XXe siècle (cathédrale de bois vieille-ritualiste)
- Église du Saint-Rosaire (catholique), édifice néoclassique de 1833
- Église de la Résurrection de Tomsk
- Synagogue chorale de Tomsk
- Église Sainte-Marie de Tomsk

### Personnalités liées à Tomsk
- Mikhaïl Bakounine (1814-1876), révolutionnaire.
- Abraham Hanibal (Ibragim Gannibal) (1696-1781), prince camerounais.
- Nikolaï Kliouev (1884-1937), poète.
- Lydia Délectorskaya (1910-1998), proche collaboratrice du peintre Henri Matisse.
- Edison Denisov (1929-1996), compositeur.
- Karl Vaino (1923-2022), personnalité politique soviétique et puis russe.